# Інтраопераційне гістологічне експрес-дослідження
Інтраопераційне гістологічне експрес-дослідження (ЕПГД, експрес-ПГД)  — дослідження видаленого зразка пухлини патогістологом, який повідомляє результат хірургу під час операції, що дозволяє коригувати тактику оперативного втручання в реальному часі.

## Процедура

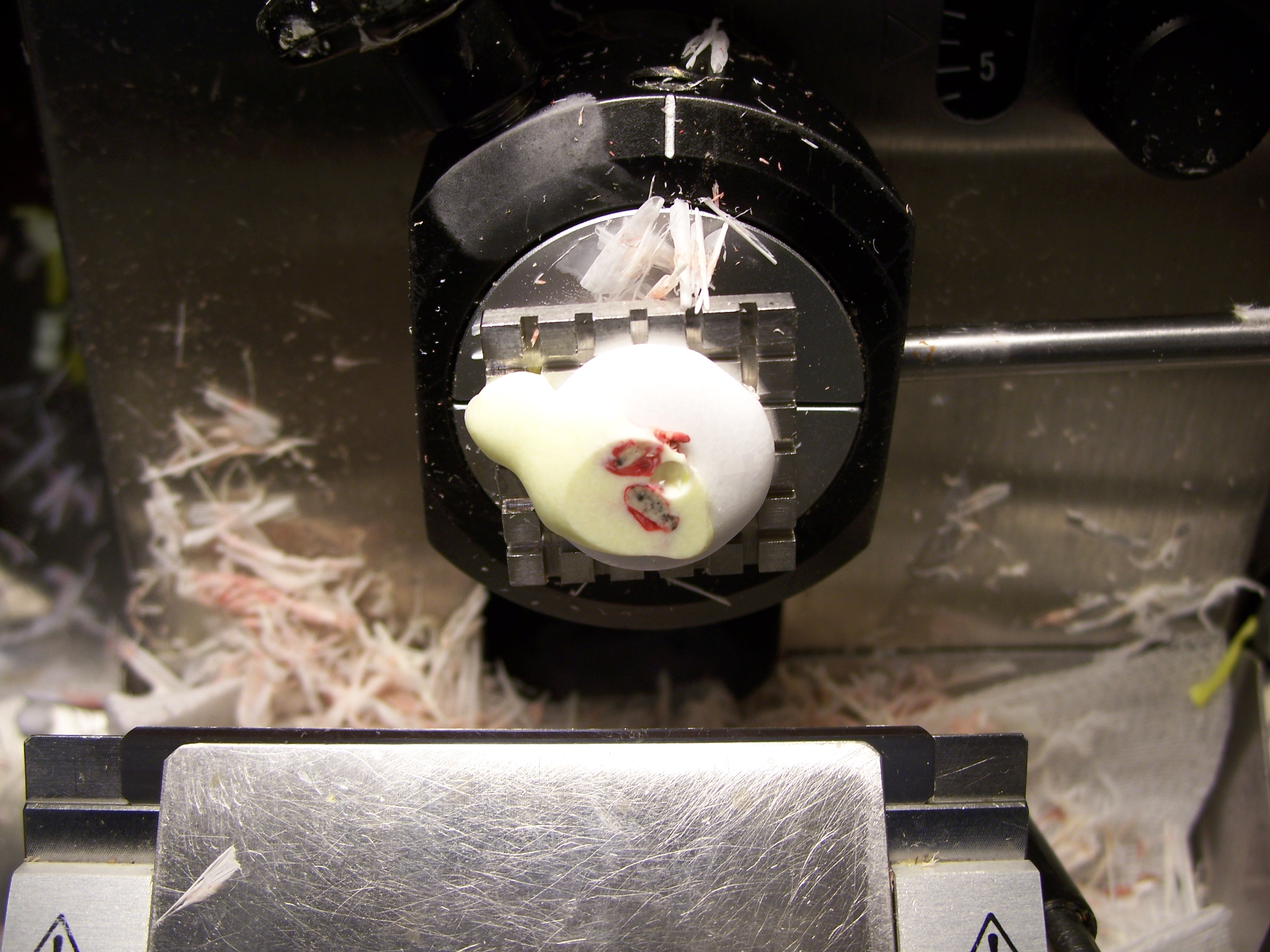
Фіксований у гелі та закріплений в кріостаті зразок тканини

Для виконання ЕПГД використовується кріостат — мікротом, в якому підтримується низька температура (−20 °C, −30 °C) та леза, що дозволяють отримувати зрізи товщиною 4-10 мікрометрів. Таким чином, видалений зразок пухлини поміщається на металевий диск та заморожується при низькій температурі (−20 °C, −30 °C). Наступним етапом, виконується фіксація замороженого зразка у гелеподібній речовині, що складається з поліетиленгліколю та полівініл-етанолу. У комбінації з цими речовинами, заморожений зразок пухлини набуває міцності, що може бути порівняна з міцністю гірської породи, але дозволяє виконати нарізку. Отриманий зріз переноситься на скельце, що фарбується за одним з методів фарбування мікроскопічних препаратів (найчастіше гематоксилін-еозином), та готове для патологогістологічного аналізу. Підготовча процедура займає приблизно 10 хв, тоді як рутинна — до 16 годин. Час, необхідний гістопатологу для аналізу видаленого препарату залежить, безперечно, від досвіду та складності гістопатологічної будови досліджуваного зразка, але у більшості випадків достатньо 5-7 хвилин. Таким чином, під час оперативного втручання хірург має попередній висновок про гістологічну будову видаленого зразка протягом 12-16 хв.

## Показання
- Оперативні втручання на щитоподібній та паращитоподібній залозі, що дозволяє здійснити повне видалення залози при підтвердженні раку за результатами ЕПГД, та попередити повторні операції.[2]
- Дисекція лімфатичних вузлів з метою лікування метастазів карциноми.